# Ris-Orangis
Ris-Orangis és un municipi francès, situat al departament de l'Essonne i a la regió de l'Illa de França. L'any 1999 tenia 24.612 habitants.
Forma part del cantó de Ris-Orangis i del districte d'Évry. I des del 2016 de la Comunitat d'aglomeració Grand Paris Sud Seine-Essonne-Sénart.